# 高山梾木
高山梾木（学名：Swida alpina）为山茱萸科梾木属下的一个种。

## 扩展阅读
- 維基物種上的相關：高山梾木